# L'Oasis des tempêtes
Pour plus de détails, voir Fiche technique et Distribution.
L'Oasis des tempêtes (The Land Unknown) est un film américain en noir et blanc  réalisé par Virgil W. Vogel et sorti en 1957.

## Fiche technique
- Titre original : The Land Unknown
- Titre français : L'Oasis des tempêtes[1]
- Réalisation : Virgil W. Vogel
- Scénario : Laszlo Gorog, basé sur une histoire de William N. Robson
- Musique : Hans J. Salter, Herman Stein
- Photographie : Ellis W. Carter
- Montage : Fred MacDowell
- Production : William Alland
- Société de production : Universal Pictures
- Pays d'origine :  États-Unis
- Langue originale : anglais
- Format : couleur — son mono
- Genre : Aventure, Science-fiction
- Durée : 78 minutes
- Date de sortie : 
  - États-Unis : 1957

## Distribution
- Jock Mahoney : Cmndr. Harold 'Hal' Roberts
- Shirley Patterson : Margaret 'Maggie' Hathaway
- William Reynolds : Lt. Jack Carmen
- Henry Brandon : Dr. Carl Hunter
- Douglas Kennedy : Capt. Burnham
- Bing Russell : Opérateur radio de la marine